# Katerythrops triangulata
Katerythrops triangulata är en kräftdjursart som beskrevs av Panampunnayil 1977. Katerythrops triangulata ingår i släktet Katerythrops och familjen Mysidae. Inga underarter finns listade i Catalogue of Life.